# Rawabi

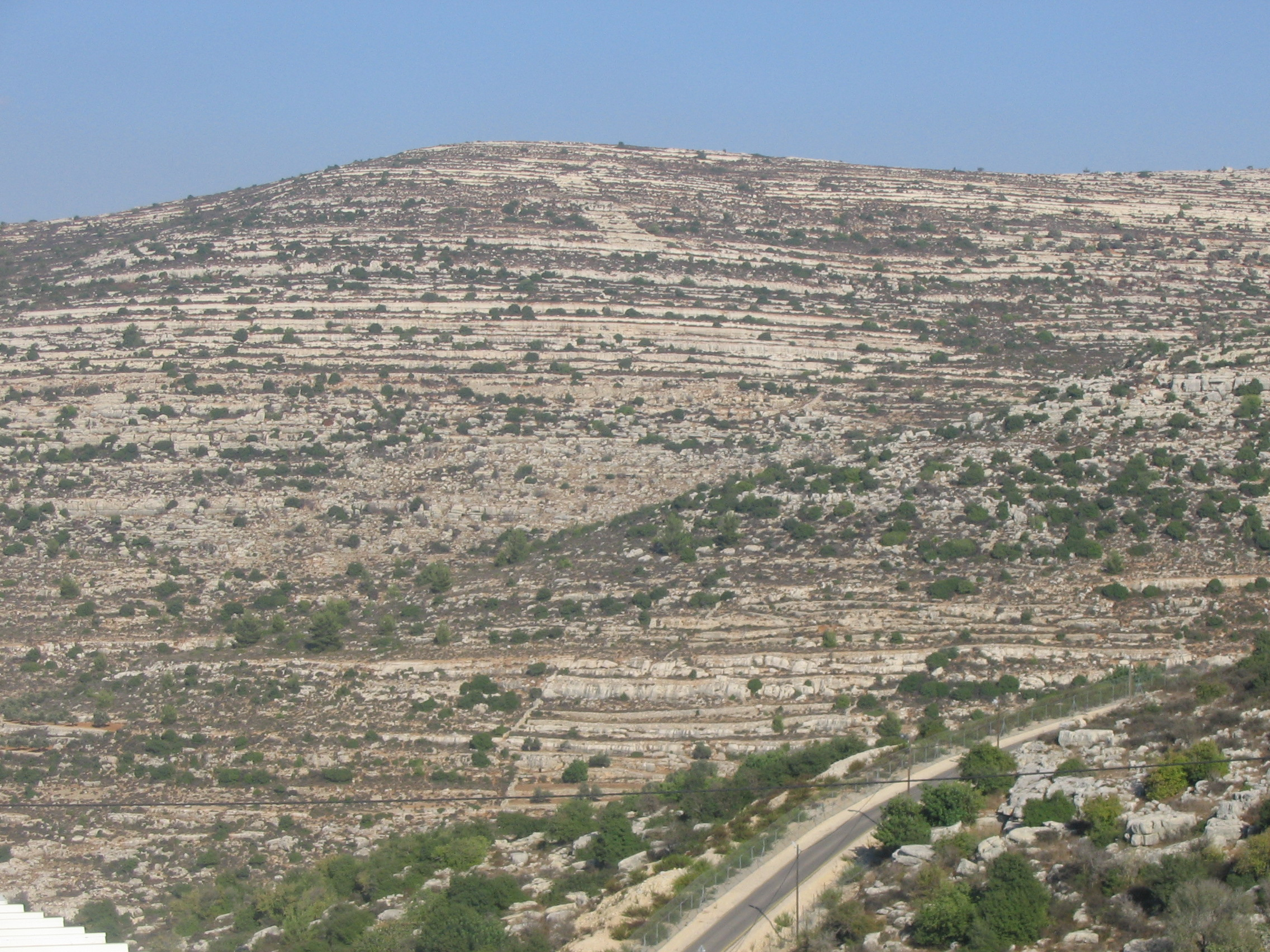
Plats för byggandet av Rawabi

Rawabi (arabiska: روابي, "Kullen") är en planerad stad som sedan januari 2010 byggs på Västbanken. Den är belägen nio km norr om Ramallah och omkring 20 km norr om Jerusalem och bestå av inledningsvis 10 000 bostäder ämnade för en befolkning på uppemot 40 000 invånare. Byggandet bekostas huvudsakligen av den palestinska mångmiljonären Bashar Masri, Qatars statliga investeringsfond samt Palestinska myndigheten och beräknas kosta cirka 850 miljoner dollar samt skapa tusentals jobb i den lokala byggsektorn. 
Slutmålet i stadsplaneringen inkluderar förutom bostäder också en stadskärna med banker, butiker, bensinmackar, kontorsbyggnader, åtta skolor, lekplatser, gångstigar, två moskéer, en kyrka, ett sjukhus, hotell, biografer mm.
Själva staden ligger i det så kallade område A, ett territorium helt kontrollerat av Palestinska myndigheten i enlighet med Osloavtalet, och behöver därför inte godkännas av Israel. Behovet av vägar som förbinder staden med resten av området har däremot visat sig vara problematiskt dels på grund av motstånd från närliggande israeliska bosättningar och dels för att de måste passera genom område kontrollerat av den israeliska staten. Försörjning med elektricitet och vatten är hittills olösta problem som eventuellt kommer att behöva behandlas med Israel.